# Vincenzo Gagliardi
Vincenzo Gagliardi (Venezia, 15 aprile 1925 – Scorzè, 22 giugno 1968) è stato un politico italiano.

## Biografia
Il padre era un impiegato delle poste pugliese che, per le sue idee antifasciste, fu condannato a trasferirsi a Venezia. Dopo aver conseguito il diploma di maestro, entrò come impiegato nelle Assicurazioni Generali. Al termine del secondo conflitto mondiale, riprese gli studi all'università di Urbino, dove conseguì la laurea in lettere e la laurea in pedagogia.

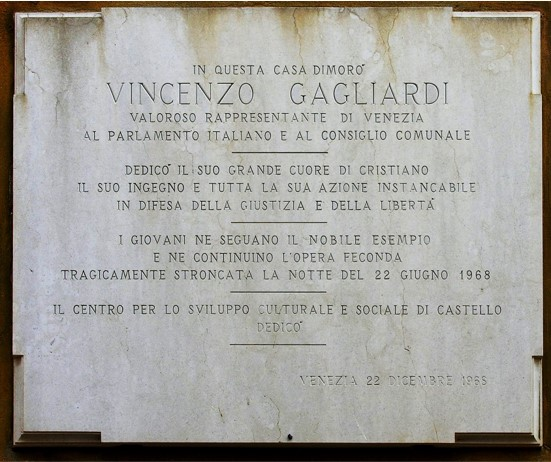
Lapide in ricordo di Vincenzo Gagliardi, Venezia, San Martino, Fondamenta del Piovan, 2292

Attivo nelle istituzioni del patriarcato di Venezia, nel 1944 fu nominato delegato diocesano aspiranti e ricoprì l'incarico di presidente diocesano della GIAC dal 1948 al 1954. In quello stesso anno fu eletto segretario provinciale della Democrazia Cristiana, schierandosi subito con la corrente di sinistra e con i giovani collaboratori di Terza generazione, la rivista fondata da Bartolo Ciccardini e Gianni Baget Bozzo.
È stato deputato per la Democrazia Cristiana dal 1958 (III, IV e V legislatura). Morì in un incidente stradale a Scorzè.